# Brat Chirpoyev
Brat Chirpoyev (en ruso, Брат Чирпоев, y en japonés, Buratto Cherupoefu) es una isla rusa en el archipiélago de las Kuriles. Tiene una superficie de 16 km². Pertenece al grupo de las Kuriles meridionales.

## Geografía
La isla de Brat Chirpoyev se encuentra entre las coordenadas geográficas siguientes:
- latitud: 46°27' y 46°29' N,
- longitud: 150°47' y 150°50' E,
- máxima altitud: 749 m s. n. m.

Al noreste se encuentra la isla Chirpoy y al suroeste la isla Urup, separada por el estrecho de Urup. El estrecho de Bussol separa la isla del grupo de las Kuriles centrales.
Administrativamente es controlada por el óblast de Sajalín.
- Datos: Q899543